# Il tempo di Daisy
Il tempo di Daisy (Lost in the Forest) è un romanzo psicologico scritto da Sue Miller e pubblicato nel 2005 a New York da Random House. Più volte ristampato, è stato tradotto in diverse lingue; in italiano è stato pubblicato nel 2010 da Tropea Editore.

## Trama
Mark riceve una chiamata da Emily, sua figlia maggiore, che gli chiede di venire a prendere lei, Daisy, la figlia minore, e Theo, il figliastro, immediatamente. L'uomo esegue l'ordine e arrivati a casa sua gli viene spiegato che John, il nuovo marito della sua ex-moglie, Eva, è morto, ucciso in un incidente sotto gli occhi di Eva e Theo. Mark rimane sconvolto: non può minimamente immaginare le sofferenze di Eva e tantomeno di Theo, ma quella che sembra essere rimasta più sconvolta è proprio Daisy. Daisy, la figlia minore, sempre taciturna, trasandata, diversa dalla sorella maggiore. In realtà la ragazza amava John molto più della madre; e quest'ultima sembra perfino saperlo.
Mark ed Eva si sono conosciuti al matrimonio di una amica dell'uomo. Quest'ultimo aveva appena lasciato il college per via della sua dislessia e si sentiva fortemente demoralizzato per la sua solitudine. Eva, invece, si sentiva presa in giro: aveva intrapreso una relazione col professore d'inglese, che era terminata con la fine dell'università. I due si conobbero proprio a quel matrimonio, innamorandosi profondamente e iniziando una relazione, dal quale nasceranno Emily e Daisy. Tuttavia, dopo il loro matrimonio, la monotonia, lo stress prodotto dai bambini e lo squallore della loro casa incrinerà il loro rapporto. Mark intraprende un rapporto fatto esclusivamente di sesso con una donna, Amy, che durerà per circa un anno e che finirà soltanto perché la donna chiedeva sempre di più. Per via dei sensi di colpa, Mark rivela a Eva del tradimento, causando l'ira della donna.
Il dolore del divorzio è molto grande, ma Eva, grazie alla sua migliore amica, Grace, riesce a riprendersi, dedicando tutta la sua vita alle figlie e al lavoro (lavora in una libreria). Durante la pubblicazione di un libro, Eva conosce John, entrambi innamorati dei libri, della letteratura, della poesia. Inizia così la loro relazione, che darà vita a Theo. Tuttavia, ora che John è morto, Eva è di nuovo abbattuta, distrutta da tale perdita. Tutto gli ricorda il suo marito deceduto. Col tempo, riesce a superare il dolore (credendolo solo un processo), ma allora arriva il vero dolore: lasciare andare il suo ricordo, cosa che non vuole assolutamente fare.
Al contrario di Eva, Daisy non crede che il dolore sia un processo e non riesce a superarlo. Anzi, considera la madre un'egoista, una traditrice per aver superato quel dolore. La ragazza si sente in qualche modo inadeguata nel suo nucleo familiare: la madre la obbliga a lavorare in biblioteca (per via del suo continuo silenzio); Emily non la calcola minimamente, almeno non da quando sono iniziate le superiori che hanno dato inizio alla sua immensa popolarità; il padre, invece, non sa gestire il suo ruolo di genitore. A scuola viene presa in giro per la sua altezza, paragonata a quella di una giraffa. Piena di odio, decide di rubare delle banconote dalla cassa della biblioteca. Lo fa un paio di volte, fino a quando non viene scoperta da Duncan: il marito di Grace, un uomo molto ambiguo.
Inizia così un susseguirsi di eventi che porteranno al cambiamento di Daisy. Duncan, un uomo estroso, strano, sarcastico e odiato da Eva, è l'unico a conoscere il segreto di Daisy. Quest'ultima, dopo la partenza di Emily per l'università in Francia, si sente ancora più sola ed emarginata e cerca di studiare continuamente. Mark ed Eva si riavvicinano. Arriva intanto il compleanno di Eva, al quale partecipano Mark, Eva, Daisy, Duncan, Grace e altre sue due amiche. Qui si può notare come Grace, che all'apparenza sembra una donna forte, abbia in qualche modo timore che Duncan ferisca qualcuno con il suo sarcasmo. Il gruppo fa un gioco che consiste nell'individuare una parola o sillaba attraverso dei mimi. Il gruppo di Duncan, Daisy e Maria sceglie la parola “dominatrice”, che viene rappresentata con un mimo di Daisy che cavalca Duncan.
La recita del gruppo fa arrabbiare Eva, che si sente sempre più lontana dalla figlia. Duncan fa la sua mossa: incrocia Daisy fuori scuola e la seduce, facendo iniziare un rapporto di amore-sesso tra i due. Daisy, in un certo senso, ama Duncan, perché è l'unico che la guarda, che l'ammira. Ma ha parecchi attacchi di gelosia, che le faranno cambiare completamente aspetto pur di attirare l'attenzione. Eva capisce di non poter stare con Mark, perché sarebbe tradire il ricordo di John. Mark, parlando con sua madre, capisce che troverà la felicità solo con Eva e decide quindi di aspettarla. Intanto, l'uomo capisce di non essere stato un buon padre: sente Daisy piangere e non interviene, visto che non sa che dire; vede Emily farlo con un suo amico, George, e non interviene, perché non sa come comportarsi. Un'ulteriore conferma la ottiene nello scoprire che Duncan e Daisy sono amanti. Il padre, dopo una discussione molto accesa, le rivela di sapere la verità e le offre una mano, pronto a salvarla da quell'incubo.
Sono passati dieci anni: Emily si è sposata con Ted e hanno un figlio, Gideon, e la donna è incinta del secondo bambino. Eva ha trovato conforto nella chiesa. Mark ha conosciuto una donna stupenda, Kathy, e il loro matrimonio è alle porte. Daisy si è trasferita a Chicago ed è diventata un'attrice. La donna ha passato gli ultimi dieci anni senza vedere Duncan e, confessa alla sua psicologa, che si è sentita persa, distrutta dal divorzio di Eva e Mark, e dalla morte di John che l'hanno portata da Duncan. Ma grazie a Mark, che l'ha ospitata a casa sua, n'è uscita. L'intera famiglia si rincontra per il matrimonio di Mark e Kathy. Qui Duncan e Daisy si rincontrano, ma la ragazza non prova assolutamente niente, ed è quindi abbastanza coraggiosa di dire di no a colui che le ha rovinato l'adolescenza. Ritornata a Chicago, aspetta il ritorno di David, lo scenografo con cui ha intrapreso una storia, e, intanto, incomincia a recitare i versi di Miranda (Shakespeare), certa che è il peggio sia passato.